# Marche de l'Est saxonne

La marche de l'Est saxonne après l'an 965.

La marche de l'Est saxonne (en allemand : Sächsische Ostmark) était une marche du Saint-Empire romain née vers l'an 965 de la dislocation de la marca Geronis (« la marche de Gero »). Située à l’est du duché de Saxe, elle s'étendait de la rivière de Saale à l'ouest traversant les territoires slaves (sorabes) jusqu'à la Spree vers le nord et à la frontière polonaise au bord de la rivière Bober à l'est. Au sud elle bordée à la marche de Misnie. 

## Étymologie
Le nom marche de l’Est ou Ostmark est transcrit en latin sous la forme marchia orientalis. Selon l'historiographie du XIXe au XXe siècle, ce nom désignait initialement une vaste marche qui avait été créée à partir de 937 à l’est de la Saxe, gouvernée par margrave Gero au nom d' Otton Ier du Saint-Empire. 
Le nom latin marchia orientalis désignait aussi, déjà au IXe siècle, la marche qui avait été créée à l’est du duché de Bavière. La marche de l’Est bavaroise est devenue plus tard l’Autriche (Ostarrīchi, en allemand : Österreich). 

## Historique
En 965, lorsqu’à la mort du margrave Gero, sa Marche a été subdivisée et l'actuel territoire de Basse-Lusace est devenue la base d’une nouvelle Marche, destinée à soumettre les Sorabes. Le premier dirigeant, Odo Ier, probablement un jeune parent de Gero et un proche du roi Otton II, est mentionné comme margrave en 974. Il fit plusieurs campagnes contre les Polanes dans l'est, mais essuie une défaite amère dans la bataille de Cedynia contre les forces du duc Mieszko Ier de Pologne en 972. Après son décès, en 993, ses domaines sont passés à Gero II, un fils du margrave Thietmar de Misnie. En commun avec l'empereur Otton III, il a cherché à l'amélioration des relations avec la Pologne, qu'elle s'apprêtait au congrès de Gniezno en l'an 1000.
Néanmoins, la situation s'est particulièrement détériorée à partir de 102 par la guerre germano-polonaise (1002-1018) entre le roi Henri II et Boleslas Ier de Pologne. Par le traité de Bautzen, signé en 1018, des grandes parties de la marche reviennent à la Pologne. En 1031, l'empereur Conrad II reconquit les territoires perdus.

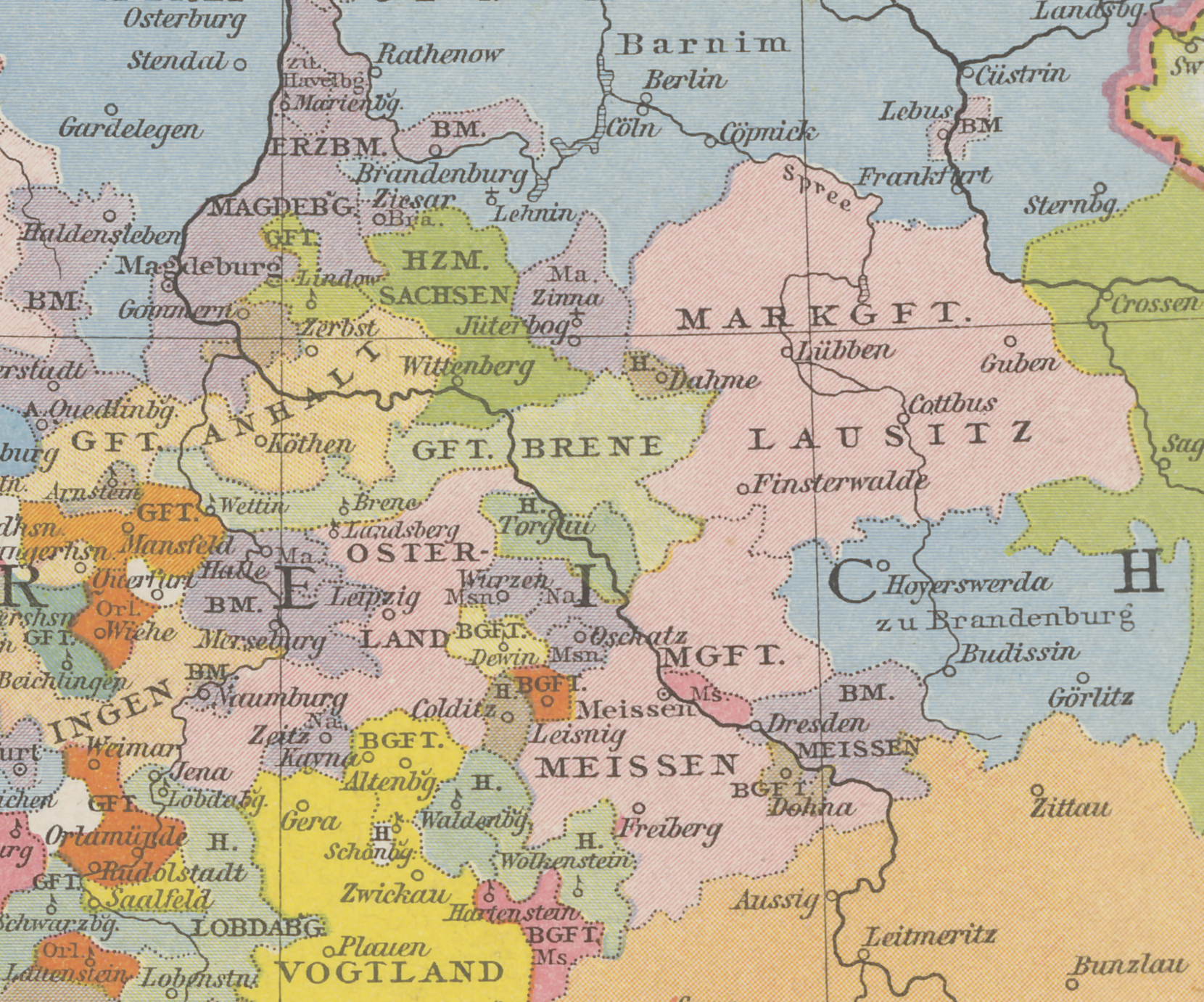
Les margraviats de Lusace et Misnie (en rose) vers l'an 1250.

Thierry Ier fut le premier margrave de Lusace de la maison de Wettin à partir de 1032. Lorsque le margraviat de Landsberg et le margraviat de Lusace se sont détachés de la Marche de l’Est, les territoires restants ont été rattachés au margraviat de Misnie en 1123. La dernière fois que la Marche de l’Est saxonne et la Marche de Lusace sont mentionnées séparément, c’est quand Henri de Groitzsch est devenu margrave de la Marche de l’Est en 1128. En 1131, ces deux territoires se retrouvaient sous son autorité et, par la suite, les noms de « Marche de l’Est saxonne » et « Marche de Lusace » (Mark Lausitz) désignent la même chose. 
À la suite du morcellement des territoires appartenant à la maison de Wettin, la région a été subdivisée plusieurs fois. La plus grande partie s’est retrouvée dans les duchés de la branche ernestine de la dynastie des Wettin. Bien que les limites frontalières de la Marche de l’Est saxonne aient souvent changé au cours de son existence, la plupart des historiens contemporains désignent par ce nom le territoire compris entre la Saale et la Mulde. Le nom Osterland autour de Landsberg désigne encore aujourd’hui la région historique qui se trouvait au centre de cette marche.
Au XIIIe siècle, l’Ostmark a cessé d’exister. Outre le margraviat de Lusace et le margraviat de Landsberg, la principauté d'Anhalt et le duché de Saxe-Wittenberg se sont partagé ce territoire.

## Liste des margraves de la Marche de l’Est saxonne
- Eudes Ier, 965–993
- Gero II, 993–1015
- Thietmar, 1015–1030
- Eudes II, 1030–1032?
- Dedi Ier, 1046–1075
- Dedi II, 1069
- Henri Ier de Misnie, 1075–1103
- Henri II de Misnie, 1103–1123
- Wiprecht de Groitzsch, 1123–1124
- Albert l'Ours, 1123–1128
- Henri III, 1128–1135